# Gare de Chōshi
La gare de Chōshi (銚子駅, Chōshi-eki) est une gare ferroviaire de la ville de Chōshi, dans la préfecture de Chiba au Japon. La gare est gérée par la East Japan Railway Company (JR East) et la compagnie privée Choshi Electric Railway.

## Situation ferroviaire
La gare de Chōshi marque le terminus est de la ligne Sōbu et le début de la ligne Choshi Electric Railway. 

## Histoire
La gare a été inaugurée le 1er juin 1897. La ligne de la Chōshi Electric Railway ouvre le 5 juillet 1923.

## Services des voyageurs

### Accueil
La gare dispose d'un bâtiment voyageurs, avec guichet, ouvert tous les jours.

### Desserte
- Ligne Sōbu :

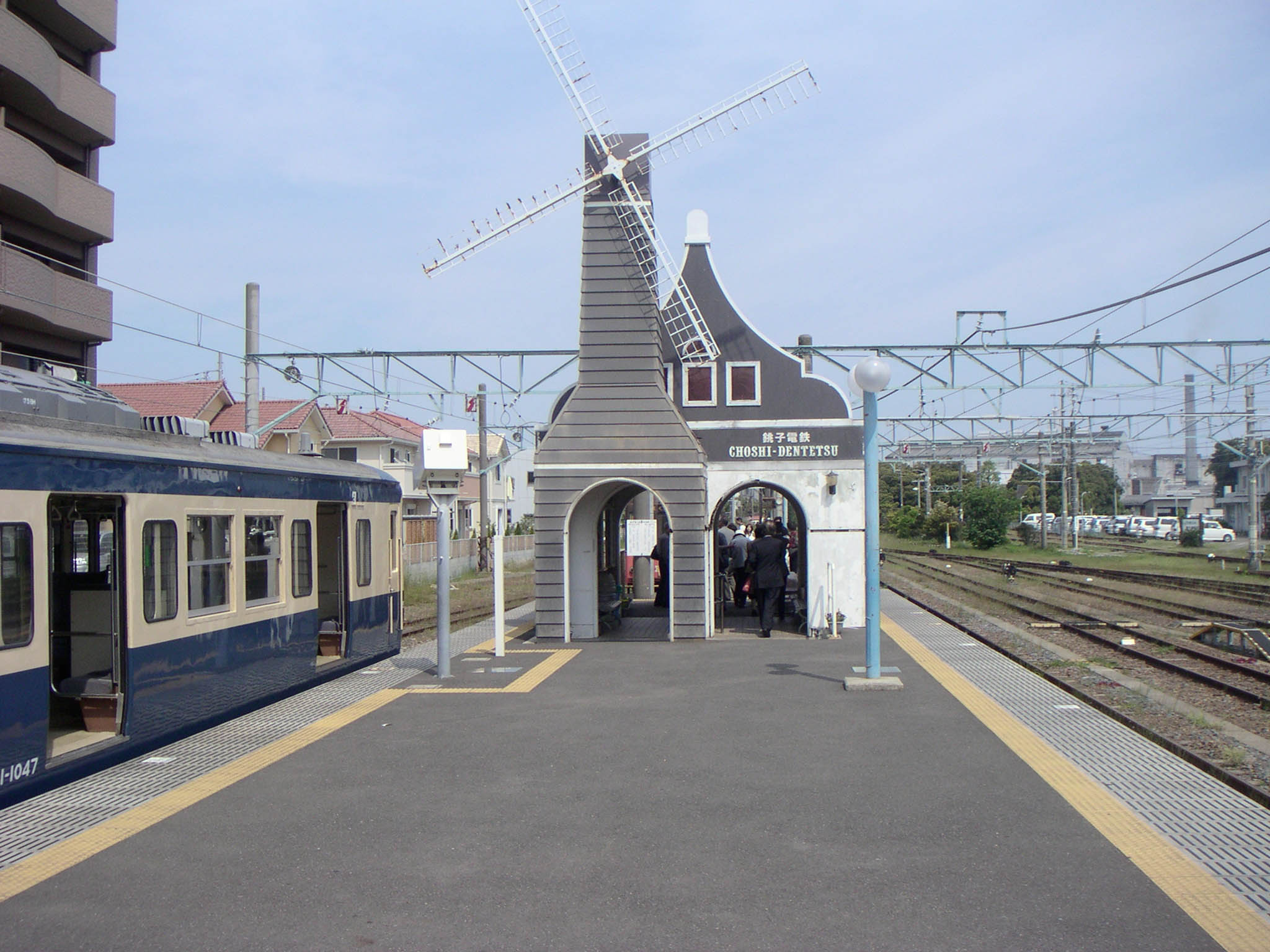
Quai de la Chōshi Electric Railway

  - voies 1 et 2 : direction Chiba et Tokyo
- Ligne Narita :
  - voie 3 : direction Narita et Chiba
- Ligne Choshi Electric Railway :
  - direction Tokawa